# Теодор Монферратский
Теодоро Монферратский или Теодоро Палеолог (итал. Teodoro Paleologo; 14 августа 1425, Казале-Монферрато, Монферратское маркграфство — 21 января 1484, Асти) — религиозный деятель средневековой Италии, епископ Казале Монферрато, позднее Кардинал-дьякон Сан-Теодоро из дома Палеологов

## Биография
Теодоро родился в Казале-Монферрато и был младшим сыном маркиза Монферрата Джан Джакомо и Иоланды Савойской, дочери Амадея VII, у него было четверо старших братьев и две сестры. Теодоро был деканом коллегиальной церкви Санта-Мария-ди-Салуццо, затем аббатом Санта-Мария-ди-Луседо. С 1475 по 1481 год он был епископом Казале Монферрато. 18 сентября 1467 года Папа Римский Павел II назначил его кардиналом Санта-Романа и Апостольским протонотарием. В 1471 году он участвовал в конклаве избравшем папой Сикста IV.
Теодоро Палеолог умер 21 января 1484 года от инфекции. Похоронен в церкви Сан-Микеле-ди-Луседо.